# Hochgundspitze
Die Hochgundspitze ist ein 2460 m ü. NHN hoher Berg in den Allgäuer Alpen.

## Lage und Umgebung
Die Hochgundspitze liegt südlich der Großen Steinscharte und nordöstlich vom Rappenseekopf. Etwa 100 m südwestlich des Hauptgipfels gibt es eine 2438 m ü. A. hohe Kammerhebung ("Nebengipfel").

## Besteigung
Auf die Hochgundspitze führt kein markierter Weg. Auch der leichteste Anstieg von der Großen Steinscharte erfordert Klettern im II. Grad UIAA, aber auch Erfahrung und Orientierungsfähigkeit im weglosen Gelände. Eine weitere, ebenfalls weglose und unmarkierte Route mit Kletterstellen bis zum II. Grad UIAA verläuft von der Rappenseescharte über den Südwestgrat auf den Gipfel. Die Hochgundspitze wird relativ selten bestiegen.